# Glypta alternata
Glypta alternata là một loài tò vò trong họ Ichneumonidae.